# Cuesta Las Chilcas
La cuesta Las Chilcas es un paso de montaña en el cordón de Chacabuco en la Región de Valparaíso, Chile. Conecta el valle del Aconcagua con la cuenca de Santiago.
Se ubica al suroriente de la comuna de Llay-Llay, 80 km al norte de Santiago. La cuesta sirve de paso a la ruta 5 Norte (entre los km 74 y 79), en el tramo concesionado a la Autopista del Aconcagua. En 2014, la circulación vehicular promedio era de unos 22 mil vehículos diarios por la cuesta Las Chilcas.
Estudios arqueológicos en Las Chilcas han identificado instrumentos líticos utilizados desde el periodo precerámico, incluyendo objetos y herramientas de jaspe, obsidiana, andesita y cuarzo. Asimismo, se han recolectado restos de madera carbonizada, semillas, y otros restos vegetales; conchas y restos óseos de mamíferos, lo que podría confirmar el asentamiento humano temporal de los aleros de Las Chilcas desde hace unos 3 mil años. La gran cantidad de evidencia cerámica que se desarrolla entre los inicios de nuestra era y aproximadamente el 600 d. C. indica la presencia en la zona de grupos humanos que podrían adscribirse, de manera general, a una tradición Bato.
La cuesta Las Chilcas es un importante lugar para la práctica de escalada por sus formaciones rocosas de conglomerado, contando con diversas rutas equipadas en su totalidad con bolts y cadenas para la práctica deportiva.